# سوبارو اف‌اف-۱ استار

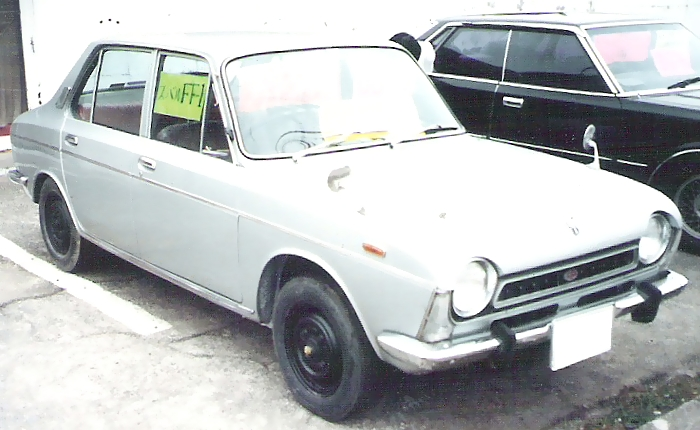

سوبارو اف‌اف-۱ استار (Subaru FF-۱ Star) خودرویی است که در سال‌های ۱۹۷۰ تا ۱۹۷۳تولید شده‌است. طراحی آن خودروهای موتور جلو-محور جلو بوده طول آن در حالت طبیعی ۱۵۵٫۰ اینچ (۳٬۹۳۷ میلیمتر) و عرض آن در حالت طبیعی ۵۸٫۳ اینچ (۱٬۴۸۱ میلیمتر) و ارتفاع آن در حالت طبیعی ۵۴٫۷ اینچ (۱٬۳۸۹ میلیمتر) است. سیستم جعبه‌دندهٔ آن ۴ دنده به صورت دستی است.